# Bombay International
Bombay International – profesjonalny, nierankingowy turniej snookera. Zwycięzcami obu edycji okazali się odpowiednio John Spencer i John Virgo .
Był to pierwszy turniej snookera, który odbył się w Indiach i pierwszy w Azji. W pierwszej edycji w turnieju wzięło udział sześciu graczy, którzy grali systemem każdy z każdym. John Spencer wygrał najwięcej meczów i znalazł się na szczycie tabeli, zgarniając nagrodę w wysokości 2000 funtów. W drugim roku trwania konkursu rywalizowało ośmiu zawodników, dodano także fazę pucharową. John Virgo odebrał czek na kwotę 3000 funtów, pokonując w finale Cliffa Thorburna 13–7.

## Zwycięzcy
| Rok  | Zwycięzca    | Finalista      | Wynik          | Sezon   |
| ---- | ------------ | -------------- | -------------- | ------- |
| 1979 | John Spencer | Dennis Taylor  | każdy z każdym | 1978/79 |
| 1980 | John Virgo   | Cliff Thorburn | 13–7           | 1979/80 |